# Линдблад, Арвид
Арвид Ананд Олоф Линдблад (род. 8 августа 2007, Лондон, Англия, Великобритания) — британский автогонщик индийского и шведского происхождения. В сезоне 2025 года будет выступать в Формуле-2 за команду Campos Racing. В сезоне 2024 года выступал в Формуле-3 за команду Prema Racing. Является членом Red Bull Junior Team. Протеже Оливера Роуленда.

## Карьера

### Картинг
Линдблад начал заниматься картингом в 2015 году. В 2020 году Арвид стал победителем WSK Super Master Series в классе OKJ. В 2021 году выиграл Евросерию WSK и Финальный кубок WSK по картам OK. В картинговой гонке Champions of the Future Winter Series 2022 года Линдблад сошёл во время квалификационного заезда из-за контакта и получил перелом большого пальца и обширное повреждение тканей.

### Формула-4

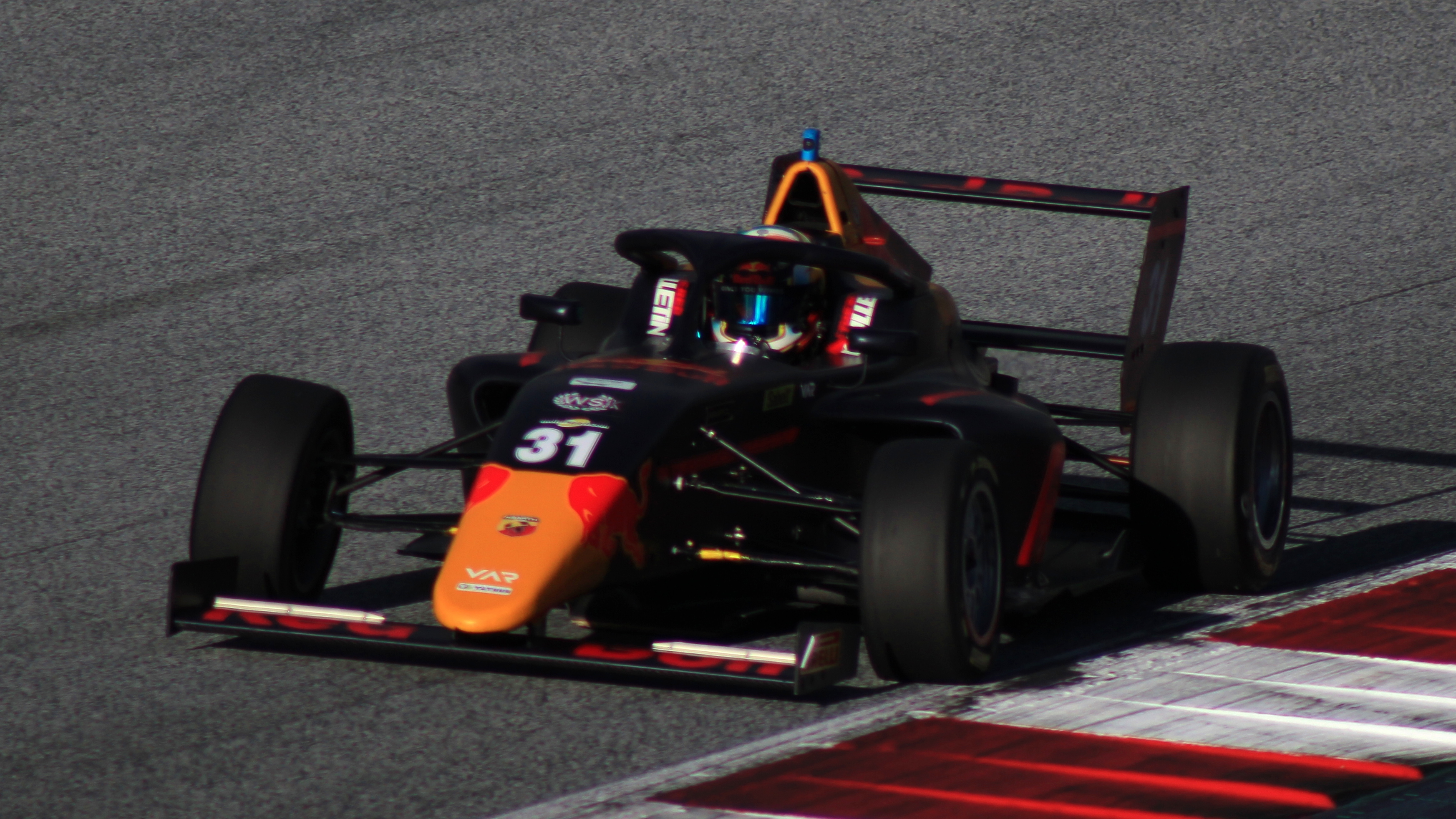
Линдблад в Итальянской Формуле-4 в сезоне 2022 года на трассе Ред Булл Ринг

В сезоне 2022 года Линдблад дебютировал в формульных гонках, выступив за команду Van Amersfoort Racing с пятого этапа Итальянской Формулы-4 после частных тестов.
В межсезонье 2022/2023 годов Линдблад выступал за команду Hitech Grand Prix в чемпионате Формулы-4 ОАЭ. В третьей гонке первого этапа Арвид одержал свою первую победу в Формуле-4 и в итоге закончил сезон на пятом месте.

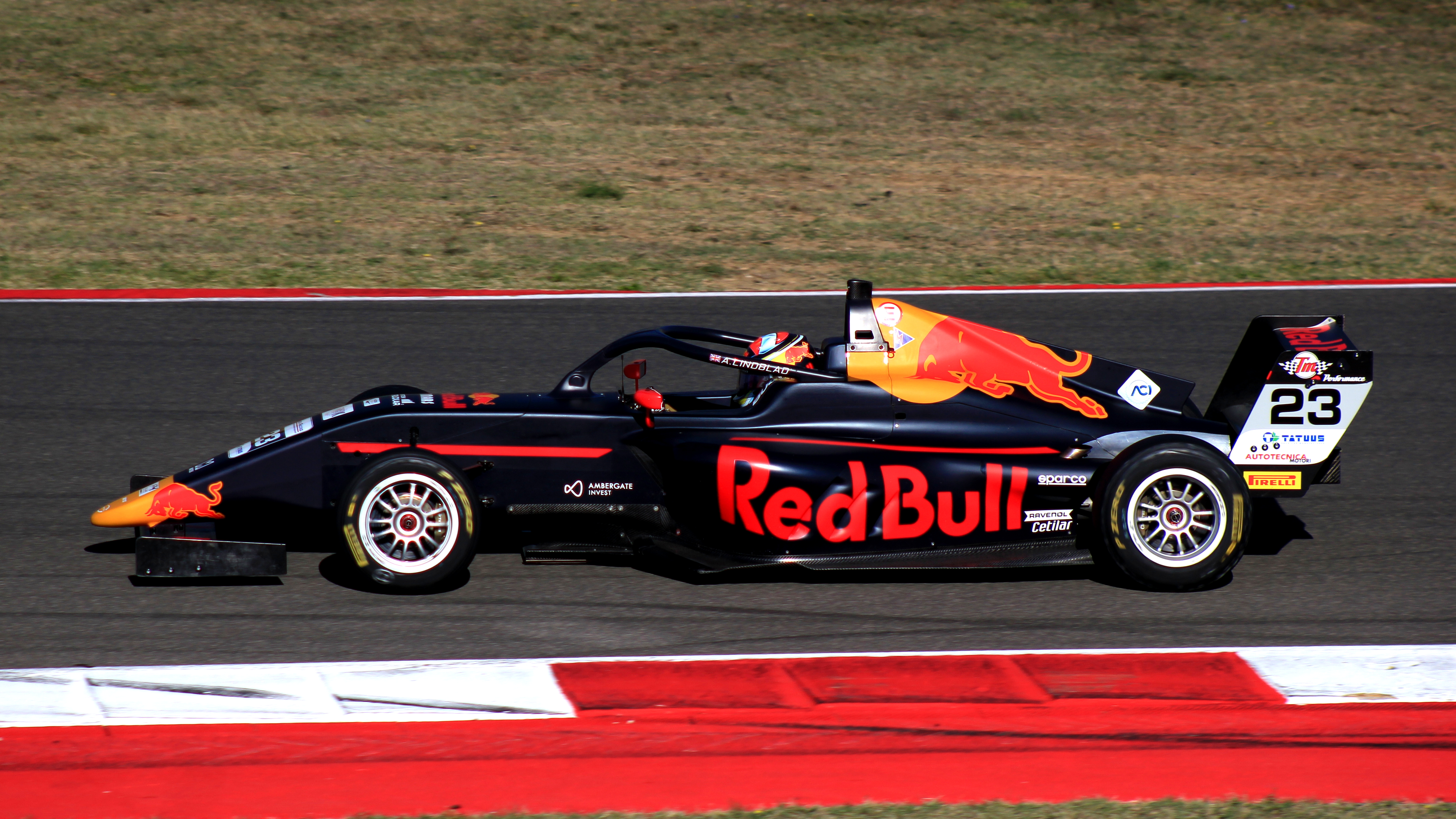
Линдблад в Итальянской Формуле-4 в сезоне 2023 года на трассе Муджелло

В сезоне Итальянской Формулы-4 2023 года Арвид выступал за команду Prema Racing. Линдблад отлично начал сезон, одержав шесть побед на первых четырёх этапах. После победы во всех трёх гонках на трассе Монца Арвид увеличил свой отрыв в чемпионате до более чем 80 очков. После борьбы за темп на трассе Муджелло Линдблад потерял лидерство в чемпионате и в итоге закончил чемпионат на третьем месте после Кацпера Штуки и Уго Угочукву.
В ноябре 2023 года Линдблад принял участие в этапе чемпионата Формулы-4 Юго-Восточной Азии на трассе Guia Circuit, где выиграл обе гонки.

### Формула-3
В октябре 2023 года Линдблад подписал контракт с командой Prema Racing на участие в Формуле-3 в сезоне 2024 года в партнёрстве с чемпионами в формульных гонках Габриеле Мини и Дино Бегановичем.
Арвид отлично начал сезон, выиграв спринтерскую гонку в Бахрейне, которая стала первым гран-при сезона. На следующий день он финишировал восьмым в основной гонке. На Гран-при Испании ему удалось одержать свою первую победу в основной гонке.
В июле 2024 года Линдблад стал первым гонщиком, которому удалось сделать дубль (выиграть и спринт, и основную гонку) в Сильверстоуне, на своей домашней гонке.
Благодаря этим результатам Линдблад мог побороться за титул на последнем этапе в Монце против Леонардо Форнароли, Габриеле Мини и Люка Браунинга. На этом этапе Арвид показал плохие результаты и был вынужден довольствоваться четвёртым местом в турнирной таблице, став лучшим новичком сезона.

### Формула-2
В сентябре 2024 года было объявлено, что в сезоне 2025 года Линдблад перейдёт в Формулу-2 в команду Campos Racing.

### Формула-1
В сезоне 2021 года Линдблад присоединился к Red Bull Junior Team в качестве гонщика, поддерживаемого Red Bull. В преддверии сезона 2022 года Арвид стал полноправным членом Red Bull Junior Team. Линдблад совершил свой первый показательный заезд в Формуле-1 в сентябре 2024 года, управляя машиной Red Bull RB8 в Хьюстоне.
Дебютировал в Формуле-1 в 2025 году в качестве пятничного гонщика, приняв участие в первой свободной тренировке на Гран-при Великобритании.

## Личная жизнь
Линдблад родился 8 августа 2007 года и вырос в Верджиния-Уотер. Его отец, Стефан Линдблад, швед, а мать, Анита Ахуджа, индийского происхождения, что делает Арвида смешанной расой. Линдблад получил образование в Королевской гимназии в Гилфорде.

## Результаты выступлений

### Формула-1
| Легенда к таблице |                                                                    |
| --- | ------------------------------------------------------------------ |
| В таблице перечислены результаты всех Гран-при Формулы-1, в которых принимал участие гонщик. Строками таблицы являются сезоны, столбцами — этапы чемпионата мира. В каждой клетке указаны сокращённое название этапа и результат, дополнительно обозначенный цветом. Расшифровка обозначений и цветов представлена в нижеследующей таблице. |                                                                    |
| \| Пример \| Описание \| \| ------------ \| ------------------------------------------------------------------ \| \| 1 \| Победитель \| \| 2 \| Второе место \| \| 3 \| Третье место \| \| 5 \| Финишировал, заработав очки \| \| Сход \| Не финишировал, но при этом заработал очки \| \| 12 \| Финишировал, не получив очков \| \| НКЛ \| Финишировал, но не попал в финальную классификацию \| \| 15 \| Участвовал вне зачёта, либо по отдельной классификации \| \| 18 \| Не финишировал, но попал в финальную классификацию \| \| Сход \| Не финишировал \| \| НКВ \| Не прошёл квалификацию \| \| НПКВ \| Не прошёл предквалификацию \| \| ДСК \| Дисквалифицирован \| \| ИСК \| Исключён из протокола соревнований \| \| ТТ \| Заявлен для участия только в тренировках \| \| НС \| Участвовал в квалификации, но не стартовал в гонке \| \| Т \| Травмирован или болен \| \| ОТК \| Отказ от участия \| \| НТР \| Прибыл на соревнования, но на трассу не выезжал \| \| НПР \| Был заявлен в числе участников, но не прибыл к началу соревнований \| \| О \| Соревнования отменены \| \| \| Не участвовал \| \| Поул-позиция \| \| \| Быстрый круг \| \| |                                                                    |
| Пример | Описание                                                           |
| 1 | Победитель                                                         |
| 2 | Второе место                                                       |
| 3 | Третье место                                                       |
| 5 | Финишировал, заработав очки                                        |
| Сход | Не финишировал, но при этом заработал очки                         |
| 12 | Финишировал, не получив очков                                      |
| НКЛ | Финишировал, но не попал в финальную классификацию                 |
| 15 | Участвовал вне зачёта, либо по отдельной классификации             |
| 18 | Не финишировал, но попал в финальную классификацию                 |
| Сход | Не финишировал                                                     |
| НКВ | Не прошёл квалификацию                                             |
| НПКВ | Не прошёл предквалификацию                                         |
| ДСК | Дисквалифицирован                                                  |
| ИСК | Исключён из протокола соревнований                                 |
| ТТ | Заявлен для участия только в тренировках                           |
| НС | Участвовал в квалификации, но не стартовал в гонке                 |
| Т | Травмирован или болен                                              |
| ОТК | Отказ от участия                                                   |
| НТР | Прибыл на соревнования, но на трассу не выезжал                    |
| НПР | Был заявлен в числе участников, но не прибыл к началу соревнований |
| О | Соревнования отменены                                              |
| | Не участвовал                                                      |
| Поул-позиция |                                                                    |
| Быстрый круг |                                                                    |

| Сезон | Команда                | Шасси                | Двигатель               | Ш | 1   | 2   | 3   | 4   | 5   | 6   | 7   | 8   | 9   | 10  | 11  | 12       | 13  | 14  | 15  | 16  | 17  | 18  | 19  | 20  | 21  | 22  | 23  | 24  | Место | Очки |
| ----- | ---------------------- | -------------------- | ----------------------- | - | --- | --- | --- | --- | --- | --- | --- | --- | --- | --- | --- | -------- | --- | --- | --- | --- | --- | --- | --- | --- | --- | --- | --- | --- | ----- | ---- |
| 2025  | Oracle Red Bull Racing | Red Bull Racing RB21 | Honda RBPTH003 1,6 V6 Т | P | АВС | КИТ | ЯПО | БАХ | САУ | МАЙ | ЭМИ | МОН | ИСП | КАН | АВТ | ВЕЛ тест | БЕЛ | ВЕН | НИД | ИТА | АЗЕ | СИН | США | МЕХ | САП | ЛАС | КАТ | АБУ | —     | —    |